# Liste des hôtels particuliers de Montpellier
Cet article énumère les hôtels particuliers de la ville de Montpellier (Hérault), en France.

## Liste
La liste non exhaustive suivante recense plus d'une centaine d'hôtels particuliers conservés dans la ville. Suivant les édifices, elle précise la notice dans la base Mérimée, lorsqu'il est fait mention au titre des monuments historiques.
| Nom                                                                | Adresse                                                               | Période/année de construction | Type de protection/année, notice et géolocalisation                                        | Illustration | Illustration |
| ------------------------------------------------------------------ | --------------------------------------------------------------------- | ----------------------------- | ------------------------------------------------------------------------------------------ | ------------ | ------------ |
| Hôtel Allut                                                        | 2 rue du Petit-Saint-Jean                                             | XVIIIe siècle                 | 43° 36′ 30,21″ N, 3° 52′ 30,34″ E                                                          |              | -            |
| Hôtel Aurès                                                        | 14 rue Eugène-Lisbonne                                                | 1718                          | Inscrit depuis 1951 « PA00103545 », notice no PA00103545 43° 36′ 37,73″ N, 3° 52′ 26,57″ E |              |              |
| Hôtel d'Autheville                                                 | 24 rue de l'Aiguillerie                                               | XVIIe et XVIIIe siècles       | —                                                                                          |              | -            |
| Hôtel d'Avèze                                                      | 3 rue du Cannau                                                       | 1678                          | Classé depuis 1943 « PA00103546 », notice no PA00103546 43° 36′ 43,34″ N, 3° 52′ 41,56″ E  |              |              |
| Hôtel Baschy-du-Cayla                                              | 1 rue Embouque-d'Or                                                   | 1636                          | Inscrit depuis 2018 « PA00103547 », notice no PA00103547 43° 36′ 38,05″ N, 3° 52′ 43,07″ E |              |              |
| Hôtel Bardy                                                        | 3 rue Philippy                                                        | 1708                          | Inscrit depuis 1954 « PA00103548 », notice no PA00103548 43° 36′ 36,35″ N, 3° 52′ 29,33″ E |              | -            |
| Hôtel Baudon de Mauny                                              | 1 rue de la Carbonnerie                                               | 1777                          | Inscrit depuis 1964 « PA00103549 », notice no PA00103549 43° 36′ 42,34″ N, 3° 52′ 41,66″ E |              |              |
| Hôtel de Beaulac                                                   | 6 rue du Cannau                                                       | 1670                          | Inscrit depuis 1995 « PA00103550 », notice no PA00103550 43° 36′ 43,64″ N, 3° 52′ 42,16″ E |              |              |
| Hôtel Richer de Belleval ou de Belleval                            | 2 rue de l'hôtel-de-ville situé en bordure de la Place de Canourgue   | 1669                          | Inscrit depuis 1950 « PA00103551 », notice no PA00103551 43° 36′ 42,37″ N, 3° 52′ 29,23″ E |              | -            |
| Hôtel de Bénézet                                                   | 11bis rue de la Loge                                                  | 1667                          | Inscrit depuis 1965 « PA00103552 », notice no PA00103552 43° 36′ 34,2″ N, 3° 52′ 41,7″ E   |              | -            |
| Hôtel de Bocaud                                                    | 12 rue de la Salle-l'Évèque                                           | 1616                          | Recensé depuis 1987 « IA34000256 », notice no IA34000256 43° 36′ 46,49″ N, 3° 52′ 48,62″ E |              | -            |
| Hôtel de Bossuges orthographié Boussugues                          | 27 Grand'Rue Jean-Moulin                                              | 1760                          | Inscrit depuis 1963 « PA00103553 », notice no PA00103553 43° 36′ 28,39″ N, 3° 52′ 38,91″ E |              | -            |
| Hôtel Bruyas, actuel collège privé Saint-François-Régis            | 6 Enclos Tissié-Sarrus                                                | s.d.                          | 43° 36′ 31,62″ N, 3° 52′ 17,79″ E                                                          |              | -            |
| Hôtel de Cabrières-Sabatier d'Espeyran                             | 6bis rue de Montpelliéret                                             | 1874                          | Label depuis 2013 « MI184 », notice no MI184 43° 36′ 40,18″ N, 3° 52′ 49,21″ E             |              | -            |
| Hôtel de Cambacérès-Murles                                         | 3 rue Sainte-Croix anct. rue Roselli                                  | 1707                          | Inscrit depuis 1995 « PA00103578 », notice no PA00103578 43° 36′ 43,16″ N, 3° 52′ 27,79″ E |              | -            |
| Hôtel Campan                                                       | 43 rue Saint-Guilhem                                                  | 1760                          | Inscrit depuis 1964 « PA00103555 », notice no PA00103555 43° 36′ 31,44″ N, 3° 52′ 24,79″ E |              |              |
| Hôtel de Castan ou Hôtel de Sengla, dit maison Caston              | 1 rue Collot                                                          | 1665                          | Inscrit depuis 1964 « PA00103556 », notice no PA00103556 43° 36′ 36,21″ N, 3° 52′ 41,54″ E |              | -            |
| Hôtel de Castries                                                  | 31 rue Saint-Guilhem                                                  | 1608                          | Classé depuis 2015 « PA00103557 », notice no PA00103557 43° 36′ 32,63″ N, 3° 52′ 27,63″ E  |              |              |
| Hôtel de Claris                                                    | 34 rue Saint-Guilhem                                                  | 1665                          | Inscrit depuis 1965 « PA00103558 », notice no PA00103558 43° 36′ 33,64″ N, 3° 52′ 28,79″ E |              | -            |
| Hôtel de Cezelli                                                   | 2 rue du Petit-Scel                                                   | XVIIe siècle                  | 43° 36′ 38,84″ N, 3° 52′ 28,87″ E                                                          |              | -            |
| Hôtel de Clauzel                                                   | 29 rue du Palais des Guilhem                                          | XVIIe siècle                  | 43° 36′ 41,09″ N, 3° 52′ 32,6″ E                                                           |              | -            |
| Logis de la Croix-d'Or anct. Hôtel de l'Association des étudiants  | 5 rue de la Croix-d'Or                                                | XIIIe et XIXe siècles         | Inscrit depuis 2015 « PA34000108 », notice no PA34000108 43° 36′ 32,57″ N, 3° 52′ 42,26″ E |              |              |
| Hôtel Daubiron                                                     | 4 rue de la Salle-l'Évèque                                            | XVIIe siècle                  | —                                                                                          |              | -            |
| Hôtel Deydé                                                        | 8 rue du Cannau                                                       | 1644                          | Inscrit depuis 1943 « PA00103559 », notice no PA00103559 43° 36′ 44,37″ N, 3° 52′ 42,74″ E |              |              |
| Hôtel Duffau                                                       | 4 rue de l'Abbé Marcel-Montels                                        | 1711                          | Inscrit depuis 2002 « PA34000035 », notice no PA34000035 43° 36′ 50,72″ N, 3° 52′ 29,74″ E |              | -            |
| Hôtel de Duranti                                                   | 33 Grand'Rue Jean-Moulin                                              | XVIIIe siècle                 | 43° 36′ 27,44″ N, 3° 52′ 37,41″ E                                                          |              | -            |
| Hôtel Estorc ou Saint-Ferréol                                      | 29 rue de l'Aiguillerie                                               | 1734                          | Inscrit depuis 1965 « PA00103560 », notice no PA00103560 43° 36′ 40,8″ N, 3° 52′ 42,88″ E  |              |              |
| Hôtel de Farges                                                    | 4 rue Ranchin                                                         | XVIIe et XVIIIe siècles       | Inscrit depuis 2023 « PA34000138 », notice no PA34000138 43° 36′ 36″ N, 3° 52′ 31″ E       |              | -            |
| Hôtel Faulquier                                                    | 6 rue Boussairolles                                                   | XIXe siècle                   | Inscrit depuis 1975 « PA00103597 », notice no PA00103597 43° 36′ 45,62″ N, 3° 52′ 26,49″ E |              |              |
| Hôtel de Fesquet ou de Fabrègues et de Fesquet                     | 3 rue de l'école-de-médecine                                          | 1627                          | Inscrit depuis 1964 « PA00103561 », notice no PA00103561 43° 36′ 45,62″ N, 3° 52′ 26,49″ E |              | -            |
| Hôtel Fizes                                                        | 6 rue du Puits-de-Temple                                              | 1665                          | Inscrit depuis 1944 « PA00103562 », notice no PA00103562 43° 36′ 32,37″ N, 3° 52′ 29,11″ E |              |              |
| Hôtel de Flaugergues                                               | 20 rue de la Loge                                                     | 1687                          | Classé depuis 1986 « IA34000233 », notice no IA34000233 43° 36′ 33,49″ N, 3° 52′ 42,12″ E  |              | -            |
| Hôtel de Fonbon                                                    | 27 rue de l'Aiguillerie                                               | s.d.                          | 43° 36′ 40,26″ N, 3° 52′ 42,5″ E                                                           |              | -            |
| Hôtel de Forton                                                    | 16 rue Jacques-Cœur                                                   | XIXe siècle                   | —                                                                                          |              | -            |
| Hôtel Fourcade                                                     | 20 rue de l'Argenterie                                                | XVIIIe siècle                 | 43° 36′ 31,6″ N, 3° 52′ 39,4″ E                                                            |              | -            |
| Hôtel de Fourques                                                  | 25 Grand'Rue Jean-Moulin 10 rue des Étuves                            | 1725                          | Inscrit depuis 1942 « PA00103563 », notice no PA00103563 43° 36′ 28,82″ N, 3° 52′ 39,72″ E |              | -            |
| Hôtel de Ganges inclus dans l'Hôtel de la préfecture               | 10 rue Cambacérès situé en bordure de la Place Chabaneau              | 1675                          | Inscrit depuis 1944 « PA00103564 », notice no PA00103564 43° 36′ 40,83″ N, 3° 52′ 34,9″ E  |              |              |
| Hôtel de Gayon                                                     | 1 rue de la Vieille 6 rue de la Loge                                  | 1661                          | Inscrit depuis 1964 « PA00103565 », notice no PA00103565 43° 36′ 35,19″ N, 3° 52′ 37,74″ E |              |              |
| Hôtel de Ginestous ou d'Hortolès                                   | 15 rue des Trésoriers de-la-Bourse rue et place Saint-Ravy            | 1671                          | Inscrit depuis 1944 « PA00103569 », notice no PA00103569 43° 36′ 33,71″ N, 3° 52′ 36,55″ E |              |              |
| Hôtel Giral (seule la porte est apparente)                         | 26 cours Gambetta                                                     | XVIIIe siècle                 | 43° 36′ 25,47″ N, 3° 52′ 16,62″ E                                                          |              | -            |
| Hôtel de Girard                                                    | 2 rue de la Salle-l'Évèque                                            | XVIIe siècle                  | 43° 36′ 43,56″ N, 3° 52′ 47,65″ E                                                          |              | -            |
| Hôtel de Grasset                                                   | 2 rue de Delpech                                                      | XVIIIe siècle                 | —                                                                                          |              | -            |
| Hôtel de Grave                                                     | 5 rue de la Salle-l'Évèque                                            | 1696                          | Inscrit depuis 2012 « PA34000092 », notice no PA34000092 43° 36′ 44,66″ N, 3° 52′ 46,61″ E |              |              |
| Hôtel de Griffy                                                    | 26 rue de l'Aiguillerie                                               | 1648                          | Inscrit depuis 1944 « PA00103566 », notice no PA00103566 43° 36′ 39,86″ N, 3° 52′ 42,51″ E |              |              |
| Hôtel Guidais                                                      | 3 place Pierre Flotte anct. place de Castries                         | 1758                          | Classé depuis 1977 « PA00103567 », notice no PA00103567 43° 36′ 38,15″ N, 3° 52′ 05,98″ E  |              |              |
| Hôtel Haguenot                                                     | 6 rue de la Merci 3 rue Clapiès                                       | 1757                          | Classé depuis 1963 « PA00103568 », notice no PA00103568 43° 36′ 36,3″ N, 3° 52′ 15,18″ E   |              |              |
| Hôtel d'Hébrard                                                    | 3 rue Urbain-V                                                        | XVIIe siècle                  | 43° 36′ 44,03″ N, 3° 52′ 38,38″ E                                                          |              | -            |
| Hostal des Carcassonne nommé aussi hôtel de Gayon                  | 3 rue de la Vieille 8 rue de la Loge                                  | 1270                          | Inscrit depuis 2004 « PA34000045 », notice no PA34000045 43° 36′ 34,99″ N, 3° 52′ 37,59″ E |              | -            |
| Hôtel Hostalier                                                    | 8 rue de l'Argenterie                                                 | 1625                          | Inscrit depuis 1944 « PA00103570 », notice no PA00103570 43° 36′ 33,4″ N, 3° 52′ 39,65″ E  |              | -            |
| Hôtel d'Hostalier ou Hostalier de Saint-Jean                       | 3 impasse Barnabé 6 rue de la Croix-d'Or                              | 1738                          | Inscrit depuis 1963 « PA00103571 », notice no PA00103571 43° 36′ 32,61″ N, 3° 52′ 40,63″ E |              |              |
| Hôtel de Jacques-Cœur                                              | 9 rue Jacques-Cœur                                                    | XVe siècle                    | —                                                                                          |              | -            |
| Hôtel de Jacquet anct. Palais des Rois de Majorque                 | 3 rue Saint-Ravy                                                      | XIVe et XVIIIe siècles        | 43° 36′ 33,89″ N, 3° 52′ 37,87″ E                                                          |              | -            |
| Hôtel de Joubert                                                   | 14 rue du Collège                                                     | 1759                          | Inscrit depuis 1944 « PA00103572 », notice no PA00103572 43° 36′ 40,84″ N, 3° 52′ 44,52″ E |              |              |
| Hôtel Lamouroux                                                    | 15 Grand'Rue Jean-Moulin                                              | 1721                          | Inscrit depuis 1994 « PA00103599 », notice no PA00103599 43° 36′ 30,08″ N, 3° 52′ 41,71″ E |              | -            |
| Hôtel de Lavalette                                                 | 12 rue Jacques-Cœur                                                   | XVIIIe siècle                 | —                                                                                          |              | -            |
| Hôtel Lecourt                                                      | 13 rue de l'Ancien-Courrier                                           | 1754                          | Classé depuis 2013 « PA34000096 », notice no PA34000096 43° 36′ 32,35″ N, 3° 52′ 36,35″ E  |              | -            |
| Logis du Chapeau Rouge                                             | 27 rue du Pila-Saint-Gély                                             | XVe et XVIIe siècles          | Inscrit depuis 1951 « PA00103603 », notice no PA00103603 43° 36′ 49,39″ N, 3° 52′ 48,58″ E |              |              |
| Hôtel de Lunas                                                     | 10 rue de la Valfère 16 rue Poitevine 11 boulevard Pr-Louis-Vialleton | 1550                          | Classé depuis 1971 « PA00103573 », notice no PA00103573 43° 36′ 37,44″ N, 3° 52′ 22,04″ E  |              | -            |
| Hôtel Magnol                                                       | 10 rue du Bayle 1 rue Philippy                                        | XVe et XVIIe siècles          | Recensé depuis 1987 « IA34000201 », notice no IA34000201 43° 36′ 37,32″ N, 3° 52′ 29,78″ E |              | -            |
| Hôtel de Magny                                                     | 3 rue Collot                                                          | 1470                          | Classé depuis 1997 « PA00103554 », notice no PA00103554 43° 36′ 35,99″ N, 3° 52′ 42,46″ E  |              | -            |
| Maison de Saint Roch                                               | 9 rue des Trésoriers-de-France                                        | s.d.                          | —                                                                                          |              | -            |
| Maison du cep                                                      | 14 Grand'Rue Jean-Moulin                                              | XVIIIe siècle                 | 43° 36′ 30,35″ N, 3° 52′ 41,56″ E                                                          |              | -            |
| Hôtel de Manse                                                     | 4 rue Embouque-d'Or                                                   | 1667                          | Inscrit depuis 1943 « PA00103574 », notice no PA00103574 43° 36′ 37,45″ N, 3° 52′ 43,37″ E |              |              |
| Hôtel de Marveille                                                 | 6 rue Fournarié                                                       | XVIIe siècle                  | 43° 36′ 43,08″ N, 3° 52′ 36,38″ E                                                          |              | -            |
| Hôtel de Massilian                                                 | 13 rue de Montpelliéret 37 boulevard Bonne Nouvelle                   | 1825                          | Recensé depuis 1986 « IA34000366 », notice no IA34000366 43° 36′ 40,43″ N, 3° 52′ 48,52″ E |              | -            |
| Hôtel de Mirman                                                    | 7 place du Marché-aux-Fleurs anct. rue Aristide-Briand                | 1634 et XVIIIe siècle         | Inscrit depuis 2011 « PA00103575 », notice no PA00103575 43° 36′ 42,34″ N, 3° 52′ 41,66″ E |              |              |
| Hôtel Montcalm                                                     | 10 rue Joffre                                                         | 1816                          | 43° 36′ 22,89″ N, 3° 52′ 44,48″ E                                                          |              | -            |
| Hôtel de Montcalm                                                  | 3 rue de l'Ancien-Courrier 5 plan du Sauvage 5 rue Friperie           | 1544                          | Inscrit depuis 1944 « PA00103576 », notice no PA00103576 43° 36′ 34,05″ N, 3° 52′ 32,17″ E |              |              |
| Hôtel de Montferrier                                               | 23 rue de l'Aiguillerie                                               | XVIIe siècle                  | Inscrit depuis 1944 « PA00103577 », notice no PA00103577 43° 36′ 39,11″ N, 3° 52′ 41,19″ E |              |              |
| Hôtel de Noailles                                                  | 2 rue des Écoles Centrales                                            | XVIIe siècle                  | Inscrit depuis 2012 « PA34000092 », notice no PA34000092 43° 36′ 43,85″ N, 3° 52′ 47,02″ E |              | -            |
| Palais des Rois d'Aragon                                           | 10 rue de l'Argenterie                                                | XIIIe et XVIIIe siècles       | Inscrit depuis 1944 « PA00103607 », notice no PA00103607 43° 36′ 33,24″ N, 3° 52′ 39,46″ E |              |              |
| Hôtel de Pas de Baulieu                                            | 10 rue Saint-Firmin                                                   | 1672                          | Inscrit depuis 1964 « PA00103579 », notice no PA00103579 43° 36′ 37,95″ N, 3° 52′ 30,76″ E |              | -            |
| Hôtel de Patrix                                                    | 2 rue de la Carbonnerie                                               | XIIe et XVIIIe siècles        | Recensé depuis 1987 « IA34000208 », notice no IA34000208 43° 36′ 42,09″ N, 3° 52′ 41,19″ E |              | -            |
| Hôtel de Paul                                                      | 6 rue Foch                                                            | XVIIIe siècle                 | 43° 36′ 39,14″ N, 3° 52′ 22,52″ E                                                          |              | -            |
| Hôtel Périer                                                       | 11 Grand'Rue Jean-Moulin                                              | 1782                          | Inscrit depuis 1965 « PA00103580 », notice no PA00103580 43° 36′ 30,58″ N, 3° 52′ 42,34″ E |              |              |
| Hôtel de la Petite Loge                                            | 10 rue de la Petite Loge                                              | s.d.                          | 43° 36′ 37,82″ N, 3° 52′ 41,77″ E                                                          |              | -            |
| Hôtel de Philippy                                                  | 1 rue du Petit-Scel                                                   | XVIIe siècle                  | 43° 36′ 38,77″ N, 3° 52′ 29,11″ E                                                          |              | -            |
| Hôtel de Planque ou Planques                                       | 25 rue de l'Aiguillerie                                               | 1733                          | Recensé depuis 1987 « IA34000185 », notice no IA34000185 43° 36′ 39,84″ N, 3° 52′ 42,14″ E |              |              |
| Hôtel de Plantade                                                  | 8 Grand'Rue Jean-Moulin                                               | XVIIe siècle                  | 43° 36′ 31,07″ N, 3° 52′ 42,56″ E                                                          |              | -            |
| Hôtel Plantavit                                                    | 9 rue Saint-Firmin                                                    | XVIIe siècle                  | 43° 36′ 38,06″ N, 3° 52′ 31,02″ E                                                          |              | -            |
| Hôtel Pomier-Layrargues                                            | 3 rue de l'Argenterie                                                 | 1742                          | Inscrit depuis 1963 « PA00103581 », notice no PA00103581 43° 36′ 33,65″ N, 3° 52′ 40,21″ E |              |              |
| Hôtel de Portalès                                                  | 1 plan Duché                                                          | XVIIIe siècle                 | 43° 36′ 37,39″ N, 3° 52′ 33,4″ E                                                           |              | -            |
| Hôtel de Querelles                                                 | 20 rue Sainte-Anne                                                    | 1661                          | Inscrit depuis 1964 « PA00103582 », notice no PA00103582 43° 36′ 35,02″ N, 3° 52′ 29,2″ E  |              | -            |
| Hôtel de Ranchin                                                   | 2 rue Ranchin                                                         | XVIIe siècle                  | —                                                                                          |              | -            |
| Hôtel de Ranchin                                                   | 20 rue Saint-Guilhem                                                  | XVIIe siècle                  | 43° 36′ 34,95″ N, 3° 52′ 31,29″ E                                                          |              | -            |
| Hôtel Rey                                                          | 21 Grand'Rue Jean-Moulin 6 rue des Étuves                             | 1682                          | Inscrit depuis 1965 « PA00103583 », notice no PA00103583 43° 36′ 29,3″ N, 3° 52′ 40,54″ E  |              |              |
| Hôtel de Riban                                                     | 18 rue Jacques-Cœur                                                   | XVIIIe siècle                 | —                                                                                          |              | -            |
| Hôtel de Ricard                                                    | 35 rue Saint-Guilhem                                                  | 1596                          | Inscrit depuis 1945 « PA00103584 », notice no PA00103584 43° 36′ 32,11″ N, 3° 52′ 26,36″ E |              |              |
| Hôtel de Rondelet                                                  | 4 rue des Trésoriers-de-France                                        | XVIe siècle                   | —                                                                                          |              | -            |
| Hôtel de Roquemaure ou Roquemore ou Rochemore                      | 1 rue du Cannau                                                       | 1608                          | Classé depuis 1945 « PA00103585 », notice no PA00103585 43° 36′ 42,96″ N, 3° 52′ 41,3″ E   |              |              |
| Hôtel de Rozel                                                     | 2ter rue Saint-Pierre                                                 | s.d.                          | 43° 36′ 43,87″ N, 3° 52′ 30,11″ E                                                          |              | -            |
| Hôtel de Saint-André                                               | 6 rue Embouque-d'Or                                                   | XVIIe siècle                  | —                                                                                          |              | -            |
| Hôtel Saint-Côme                                                   | 32 Grand'Rue Jean-Moulin rue En-Rouan                                 | 1747                          | Classé depuis 1945 « PA00103586 », notice no PA00103586 43° 36′ 28,91″ N, 3° 52′ 38,58″ E  |              |              |
| Hôtel de Saint-Félix                                               | 17 rue de l'Ancien-Courrier                                           | 1675                          | Inscrit depuis 1964 « PA00103587 », notice no PA00103587 43° 36′ 31,43″ N, 3° 52′ 37,94″ E |              | -            |
| Hôtel de Saint-Maurice                                             | 2 rue Stanislas-Digeon                                                | XVIIIe siècle                 | 43° 36′ 38,74″ N, 3° 52′ 26,55″ E                                                          |              | -            |
| Hôtel de Saint-Priest                                              | 27 cours Gambetta                                                     | XVIIIe siècle                 | 43° 36′ 23,25″ N, 3° 52′ 18,42″ E                                                          |              | -            |
| Hôtel de Saint-Ravy                                                | 10 rue de la Vieille                                                  | XVIIIe siècle                 | 43° 36′ 33,99″ N, 3° 52′ 39,17″ E                                                          |              | -            |
| Hôtel de Saporta (faisant office de bar et pub)                    | 6 rue de la Vieille                                                   | XIIe et XVe siècles           | Recensé depuis 1987 « IA34000263 », notice no IA34000263 43° 36′ 34,32″ N, 3° 52′ 37,59″ E |              | -            |
| Hôtel de Sarret ou dit de la Coquille                              | 6 rue du Palais des Guilhem                                           | 1636 et XVIIIe siècle         | Inscrit depuis 2012 « PA00103588 », notice no PA00103588 43° 36′ 41,04″ N, 3° 52′ 26,67″ E |              |              |
| Hôtel Sicard                                                       | 4 rue de Montpelliéret                                                | XVIIIe siècle                 | —                                                                                          |              | -            |
| Hôtel de Simonnet                                                  | 3-5 rue Embouque-d'Or                                                 | XVIIe siècle                  | —                                                                                          |              | -            |
| Hôtel de la Société Royale des sciences anct. Hôtel de Guilleminet | 31 rue de l'Aiguillerie                                               | 1635 et XVIIIe siècle         | Inscrit depuis 1964 « PA00103589 », notice no PA00103589 43° 36′ 41,09″ N, 3° 52′ 43,12″ E |              |              |
| Hôtel de Solas                                                     | 1 rue Fournarié                                                       | 1660                          | Inscrit depuis 1965 « PA00103590 », notice no PA00103590 43° 36′ 43,11″ N, 3° 52′ 38,74″ E |              |              |
| Hôtel de Sully                                                     | 14 rue Descente en Barrat                                             | 1900                          | 43° 36′ 48,01″ N, 3° 52′ 49,75″ E                                                          |              | -            |
| Le Palais de Tournemire                                            | 2 rue Jacques-d'Aragon anct. 7 plan Pastourel                         | Xe siècle                     | 43° 36′ 31,09″ N, 3° 52′ 37,73″ E                                                          |              | -            |
| Hôtel des Trésoriers de la Bourse anct. Hôtel de Rodez             | 4 rue des Trésoriers de-la-Bourse                                     | 1700                          | Classé depuis 1945 « PA00103591 », notice no PA00103591 43° 36′ 35,17″ N, 3° 52′ 35,28″ E  |              |              |
| Hôtel des Trésoriers de France ou Hôtel du Lunaret                 | 7 rue des Trésoriers-de-France                                        | 1448                          | Classé depuis 1931 « PA00103592 », notice no PA00103592 43° 36′ 34,22″ N, 3° 52′ 44,87″ E  |              | -            |
| Hôtel de Trinquaire                                                | 17 rue du Palais des Guilhem                                          | XVIIIe siècle                 | 43° 36′ 40,93″ N, 3° 52′ 29,94″ E                                                          |              | -            |
| Hôtel d'Uston                                                      | 3 rue Fournarié                                                       | 1725                          | Inscrit depuis 1944 « PA00103593 », notice no PA00103593 43° 36′ 42,92″ N, 3° 52′ 37,52″ E |              |              |
| Hôtel de Varennes                                                  | 2 place Pétrarque                                                     | 1758                          | Inscrit depuis 1944 « PA00103594 », notice no PA00103594 43° 36′ 38,36″ N, 3° 52′ 42,66″ E |              |              |
| Hôtel Verchant                                                     | 9 rue Rebuffy                                                         | 1683                          | Inscrit depuis 1965 « PA00103595 », notice no PA00103595 43° 36′ 38″ N, 3° 52′ 32,67″ E    |              | -            |
| Hôtel de la Vieille Intendance ou d'Audessan                       | 9 rue de la Vieille-Intendance rue d’Aigrefeuille                     | XVIIe siècle                  | Inscrit depuis 2021 « PA34000133 », notice no PA34000133 43° 36′ 43,24″ N, 3° 52′ 33,07″ E |              | -            |
| Hôtel des Vignes                                                   | 35 rue de l'Aiguillerie                                               | 1665                          | Inscrit depuis 1964 « PA00103596 », notice no PA00103596 43° 36′ 41,73″ N, 3° 52′ 43,83″ E |              | -            |
| Hôtel de Villarmois                                                | 5bis rue de la Salle-l'Évèque                                         | XVIIe siècle                  | Inscrit depuis 2012 « PA34000092 », notice no PA34000092 43° 36′ 45,87″ N, 3° 52′ 48,11″ E |              | -            |